# 宇部丸善ポリエチレン
宇部丸善ポリエチレン株式会社（うべまるぜんポリエチレン、英文社名：Ube-Maruzen Polyethlene Co,Ltd.）は、日本の化学メーカーである。

## 概要
2004年（平成16年）10月1日に宇部興産（現：UBE）化成品・樹脂カンパニーのポリエチレン事業を分割し発足、営業を開始した。もともと同社は低密度ポリエチレン（LDPE）事業からの撤退を決めていたが、同社が千葉工場でのLDPE生産を停止すると丸善石油化学のエチレンセンター操業に影響が出るため、両社の合弁会社を設立し生産設備を継続することで決着が図られた経緯がある。出資比率は両社それぞれ50%である。なお、UBEは丸善石油化学にも12%出資している。
生産設備はUBE千葉石油化学工場内にあり、低密度ポリエチレンやメタロセン触媒などといった特殊ポリエチレンを手がける。ポリエチレンは、日用品から産業材料まであらゆる製品の原料となる。製品の用途についての詳細は、製品用途例一覧（ウェイバックマシン、2019年12月17日） - https://www.ube-ind.co.jp/ump/products/application.htmlを参照されたい。

## 事業所
- 本社 - 東京都港区芝浦一丁目2番1号 シーバンスN館 21階
  - 営業部・管理部
- 開発部・製造部・デリバリーセンター - 千葉県市原市五井南海岸8番1号

## 沿革
- 1964年（昭和39年）10月 - 宇部興産千葉ポリエチレン工場低密度ポリエチレン第1期生産設備が完成（年産2万トン）。
- 1966年（昭和41年）2月 - 同第2期生産設備が完成（年産3.5万トン）。
- 1969年（昭和44年）9月 - ポリエチレンEVAコポリマー生産設備が完成。
- 1986年（昭和61年）6月 - 絶縁用高純度特殊ポリエチレンが東京電力の50万V・CV超高圧ケーブルに採用（当時世界最大容量）。
- 1988年（昭和63年）2月 - コンパウンド生産設備が完成。
- 1989年（平成元年）12月 - LLDPE生産設備が完成（年産5万トン）。
- 1995年（平成7年）10月 - メタロセン触媒LLDPEの製造を開始。
- 2004年（平成16年）10月 - 宇部興産化成品・樹脂カンパニーのポリエチレン事業を分割、丸善石油化学の50％出資を受けて宇部丸善ポリエチレンを設立。